# ムンダ (アスラ)
ムンダ（梵: मुण्ड, Muṇḍa）とは、インド神話に登場するアスラの名である。名の意味は「頭の禿げた者」という意味である。『マールカンデーヤ・プラーナ』中の「デーヴィー・マーハートミャ」に登場し、神々の住む天界を征服した2人の兄弟のアスラ王シュンバとニシュンバに、チャンダとともに仕えた。

## 神話
あるとき、ムンダとチャンダは美しい女神ドゥルガーを発見してスンバに報告し、彼女を捕えるよう進言した。そこでスンバは配下のアスラのスグリーヴァを使者として女神に送った。ところがドゥルガーは「自分を得たいならば戦って得られよ」と言って聞かないので、スンバは怒ってドゥームラローチャナにドゥルガーの髪をつかんで引きずってでも連れてくるように命じた。しかしドゥームラローチャナは女神の雄叫びだけで滅んだ。スンバはさらにムンダとチャンダに女神を連れてくるように命じた。彼らは軍勢を率いて女神を捕えようとしたが、女神の額から恐るべき女神カーリーが現れ、アスラの軍勢を殺戮した後、大剣を振るってチャンダの首を切断し、ムンダを大地に切り伏せて殺した。そしてカーリーはチャンダの首とムンダの躯をつかんでドゥルガーのもとに行き、犠牲として捧げた。この戦いでムンダとチャンダを殺したことにちなんでカーリーはチャームンダーの異名で呼ばれることになった。